# 정기호 (1954년)
정기호(鄭基浩, 1954년 7월 21일 ~ )은 대한민국의 정치인이다. 제7대 전라남도의원, 제47·48대 전라남도 영광군수를 역임했다. 전라남도 영광군 출신이다. 전임자 강종만의 뇌물수수로 치러진 2008년 재보궐선거에서 통합민주당 후보로 전라남도 영광군수 선거에 출마하여 당선되었다. 2010년 제5회 전국동시지방선거에서 민주당 후보로 전라남도 영광군수 선거에 출마하여 당선되었다. 2014년 제6회 전국동시지방선거에서 새정치민주연합 후보로 전라남도 영광군수 선거에 출마하였으나 무소속 김준성 후보에 밀려 낙선하였다.

## 학력
- 수창국민학교 졸업
- 북성중학교 졸업
- 광주제일고등학교 졸업
- 조선대학교 의학 학사 졸업

### 비학위 수료
- 조선대학교 의과대학원 의학 박사 수료

## 경력
- 전라남도 공직자 윤리위원회 위원
- 민주당 전남도당 함평군 지구당 부위원장
- 민주당 전남도당 영광군 지구당 부위원장
- 2000년 성균관대학교 의과대학 외래교수
- 2002.07 ~ 2006.06 제7대 전라남도의회 의원
- 2008.06 ~ 2014.06 제47,48대 전남 영광 군수
- 영광기독신하병원(정신병원) 원장
- 전남 강진의료원장

## 역대 선거 결과
|  | 57.10% |

|  | 48.13% |

|  | 41.94% |

|  | 73.26% |

|  | 45.27% |

| 전임 강종만 (권한대행)신창섭 | 제47·48대 전라남도 영광군수 2008년 6월 5일 ~ 2014년 6월 30일 | 후임 김준성 |